# 1. Amateurliga Südwest 1970/71
Die 1. Amateurliga Südwest 1970/71 war die 24. Saison der 1. Amateurliga und die 19. Spielzeit nach der Zusammenlegung der Staffeln Rheinhessen, Vorderpfalz und Westpfalz. Die Meisterschaft gewann der FC Phönix Bellheim, der nach drei Jahren wieder in die Regionalliga Südwest zurückkehrte. Der SV Gonsenheim stieg in die 2. Amateurliga ab. Die beiden Aufsteiger aus der 2. Amateurliga, der FV Dudenhofen und der FK Clausen, erreichten den Klassenerhalt. Clausen profitierte als Fünfzehnter davon, dass in dieser Saison nur eine Mannschaft abstieg, da zur Saison 1971/72 keine Mannschaft aus der Regionalliga Südwest absteigen musste.

## Abschlusstabelle
| Pl. | Verein                   | Sp. | Tore  | Punkte |
| --- | ------------------------ | --- | ----- | ------ |
| 01. | Phönix Bellheim          | 30  | 53:21 | 46:14  |
| 02. | VfR Kaiserslautern       | 30  | 62:32 | 43:17  |
| 03. | FC Rodalben              | 30  | 67:38 | 43:17  |
| 04. | 1. FC Kaiserslautern Am. | 30  | 76:40 | 40:20  |
| 05. | SV Weisenau-Mainz (A)    | 30  | 60:46 | 36:24  |
| 06. | FV Dudenhofen (N)        | 30  | 52:42 | 33:27  |
| 07. | Arminia Ludwigshafen     | 30  | 52:46 | 30:30  |
| 08. | Viktoria Neupotz         | 30  | 43:56 | 29:31  |
| 09. | TSC Zweibrücken          | 30  | 49:56 | 27:33  |
| 10. | FVgg Mombach             | 30  | 44:53 | 27:33  |
| 11. | Ludwigshafener SC        | 30  | 37:36 | 25:35  |
| 12. | FSV Schifferstadt        | 30  | 48:48 | 25:35  |
| 13. | FV Germersheim           | 30  | 49:56 | 25:35  |
| 14. | VfR Baumholder           | 30  | 40:79 | 23:37  |
| 15. | FK Clausen (N)           | 30  | 41:64 | 20:40  |
| 16. | SV Gonsenheim            | 30  | 26:77 | 09:51  |

| (A) | Absteiger aus der Fußball-Regionalliga Südwest 1969/70 |
| (N) | Aufsteiger aus den 2. Amateurligen 1969/70             |